# Cryptotis meridensis
Cryptotis meridensis és una espècie de mamífer de la família de les musaranyes (Soricidae). És endèmica de Veneçuela. El seu nom específic, meridensis, significa ‘de Mérida’ en llatí.